# Fortuna Düsseldorf
Fortuna Düsseldorf (phát âm [fɔʁˈtuːna ˈdʏsl̩dɔʁf] ⓘ liên_kết=| Về âm thanh này) là một câu lạc bộ bóng đá Đức ở Düsseldorf, North Rhine-Westphalia. Được thành lập vào năm 1895, Fortuna tham gia giải đấu đầu tiên năm 1913 và là một đội bóng luôn chơi ở hạng đấu cao nhất nước Đức từ đầu những năm 1920 cho đến khi thành lập Bundesliga năm 1963. Mùa giải 2019-20 là mùa giải thứ 25 của đội bóng được chơi tại Bundesliga và là mùa giải thứ 2 liên tiếp của đội bóng kể từ khi được thăng hạng từ giải hạng 2 Đức mùa giải 2017-18

## Lịch sử

### Từ khi thành lập cho đến Thế chiến II
Câu lạc bộ được thành lập từ một câu lạc bộ thể dục dụng cụ có tên Turnverein Flingern vào ngày 5 tháng 5 năm 1895 tại làng Flingern, ngày nay nó là một khu phố ở phía đông thành phố Düsseldorf. 2 mặt khác trong lịch sử của câu lạc bộ: Düsseldorfer Fußballklub Spielverein, thành lập vào năm 1908 và FK Alemania 1911 và 1 năm sau đó đổi tên thành Fortuna 1911. Vào khoảng giữa năm 1913, hai câu lạc bộ trên sát nhập lại với nhau và lấy tên là Düsseldorfer Fußball-Club Fortuna 1911. Mùa giải ra mắt của đội bóng tại Westdeutschen Spielverband vào năm 1913-14. Sau đó thì Turnverein Flingern cũng sát nhập vào Fortuna và đội bóng đổi tên thành Düsseldorfer Turn- und Sportverein Fortuna vào ngày 15 tháng 11 năm 1919.
Vào cuối những năm 1920, Fortuna đã giành được danh hiệu đầu tiên ở giải đấu cao nhất. Đó là danh hiệu Bezirksliga cấp quận vào năm 1927. Cầu thủ đầu tiên được triệu tập lên đội tuyển quốc gia Đức của đội bóng vào năm 1928 (Ernst Albrecht), và giành thêm một danh hiệu Bezirksliga thứ hai vào năm 1929. Đội tiếp tục thi đấu tốt vào những năm 1930, giành được danh hiệu quận thứ ba và thứ tư trên đường đến chức vô địch bóng đá Tây Đức năm 1931 và thành công lớn nhất của câu lạc bộ, một chức vô địch bóng đá Đức năm 1933 trước Schalke 04, đội bóng đang trên đà để trở thành một thế lực của bóng đá Đức. Fortuna là đội đầu tiên giành được danh hiệu mà không để thủng lưới bất kì bàn thua nào trong các trận đấu của giải đấu. Đội bóng đã thắng đậm Vorwärts-Rasensport Gleiwitz(9-0), Arminia Hannover (3–0), Eintracht Frankfurt (4–0) và Schalke 04 (3-0) trên hành trình giành chức vô địch quốc gia đầu tiên
Trong mùa giải tiếp theo, đội bóng bắt đầu chơi ở Gauliga Niederrhein, 1 trong 16 giải đấu hàng đầu được thành lập trong thời kì tổ chức lại bóng đá Đức dưới thời Đức Quốc Xã. Düsseldorf thống trị giải đấu trong suốt những năm 1930 với tư cách là nhà vô địch năm lần liên tiếp từ năm 1936 đến 1940, nhưng thất bại trong trận chung kết giải vô địch quốc gia năm 1936 (thua 1-2 trước 1. FC Nürnberg) và trận chung kết của Tschammerpokal, tiền thân của DFB-Pokal ngày nay, vào năm 1937 (thua 1-2 trước Schalke 04). Câu lạc bộ bị xuống hạng vào năm 1942 nhưng đã nhanh chóng lên hạng ngay mùa giải sau đó. Vào mùa giải 1944-45, đội bóng chỉ chơi được 2 trận đấu vì Đức Quốc Xã đã đầu hàng trước quân Đồng Minh.
Cầu thủ nổi tiếng nhất của đội bóng vào giai đoạn này là Paul Janes, cầu thủ khoác áo đội tuyển Đức nhiều lần nhất kể từ năm 1942-1970 (71 lần), đội trưởng đội tuyển Đức (1939-1942). Stanislaus Kobierski, người đã khoác áo đội tuyển Đức 26 lần, ghi bàn thắng đầu tiên cho đội tuyển Đức trong lịch sử các kì FIFA World Cup của đội tuyển Đức.

### Thời kỳ hậu chiến

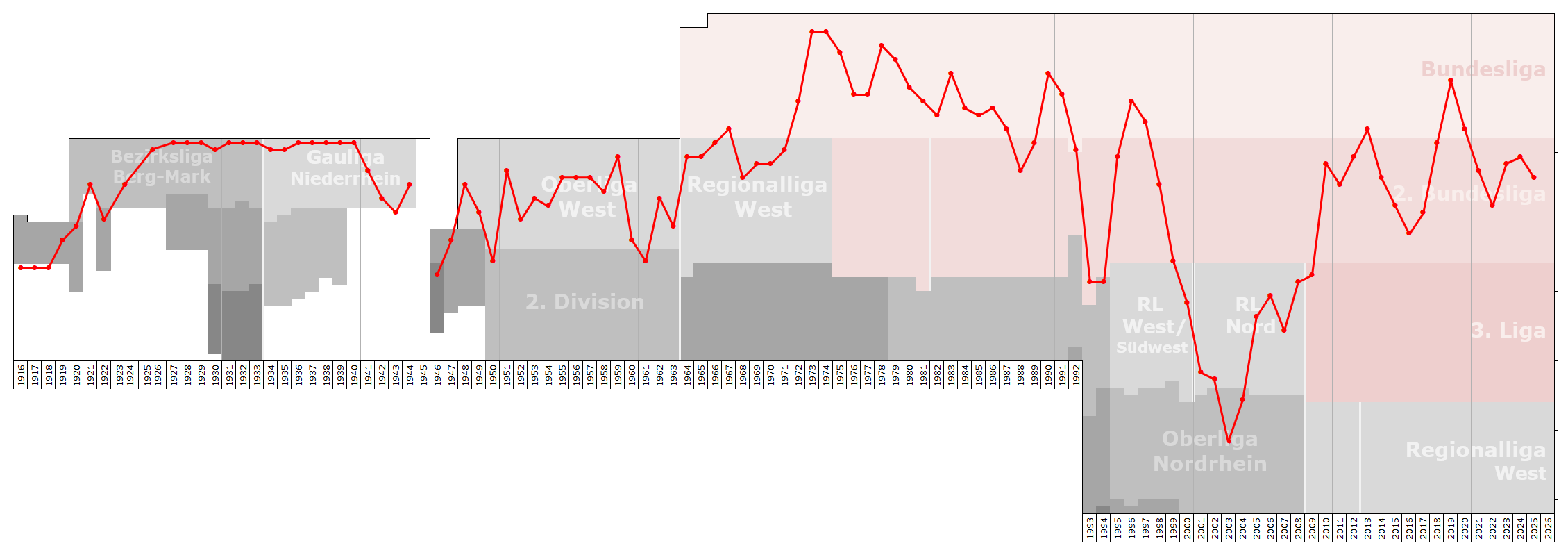
Biểu đồ lịch sử về Fortuna

Sau Thế chiến II, chính quyền chiếm đóng của quân Đồng minh đã ra lệnh giải thể tất cả các tổ chức thể thao ở Đức. Fortuna được tái lập vào năm 1945 và sau đó chơi hầu hết mùa giải của họ tại giải Oberliga West (I) từ năm 1947 cho đến trước khi Bundesliga thành lập năm 1963. Đội bóng thường về đích ở nửa sau của bảng xếp hạng nhưng cũng đã được tham dự 3 trận chung kết DFB-Pokal nhưng đều thua cả ba trận lần lượt trước Bayern Munich, VfB Stuttgartvà 1.FC Nürnberg. Vào thời kì này, những cầu thủ nổi bật nhất của đội bóng là Toni Turek, thủ môn đội tuyển Đức tại World Cup 1954, Erich Juskowiak (cầu thủ tham dự World Cup 1958) và huấn luyện viên đội tuyển Đức Jupp Derwall.
Thành tích của Fortuna không đủ tốt để kiếm cho họ một vị trí trong số 16 đội ban đầu được chọn cho Bundesliga mới thành lập năm 1963, nhưng câu lạc bộ đã thi đấu tốt và được tham dự Bundesliga 3 năm sau đó và được tham gia giải đấu vào mùa giải 1966-67. Mặc dù đội bóng đã có chiến thắng đầu tiên trong lịch sử câu lạc bộ tại giải đấu khi thắng Dortmund 2-1, đội vừa mới giành được cúp C2 Châu Âu ngay ở trận đấu đầu tiên ra mắt giải đấu. Nhưng cuối mùa giải, đội bóng đã bị xuống hạng và chỉ quay trở lại giải đấu vào năm 1971. Đội bóng đã có 16 mùa tiếp được chơi tại Bundesliga và 2 lần về đích thứ 3 (mùa 1972-73 và 1973-74). Vào ngày 9 tháng 12 năm 1978, đội bóng xác lập chiến thắng 7-1 trước Bayern Munich, cho đến nay đó là thất bại nặng nề nhất mà Bayern phải nhận trong suốt lịch sử họ tham dự giải đấu.Cũng trong năm này, câu lạc bộ đã tham dự trận chung kết DFB-Pokal nhưng thất bại trước đại kình địch với tỉ số 0-2 nhưng ngay mùa giải sau đó đội bóng đã giành được chức vô địch khi đánh bại Hertha với tỉ số 1-0 và tiếp tục giành thêm một chức vô địch nữa vào năm tiếp theo khi thắng 2-1 trước 1. FC Köln. Trong giai đoạn này, đội bóng đã xác lập kỷ lục 18 trận thắng liên tiếp tại DFB-Pokal từ năm 1978-1981
Thành tích tốt nhất của đội bóng trong các giải đấu cúp Châu Âu là lọt vào trận chung kết cúp C2 năm 1979, khi đội bóng thất bại trước Barcelona với tỉ số 4-3 tại Basel.
Câu lạc bộ đạt được thành công chủ yếu với các cầu thủ cây nhà lá vườn như anh em nhà Allofs (Klaus Allofs và Thomas Allofs), Gerd ZeweDieter Herzog, Reiner Geye, Wolfgang Seel,và Rudi Bommer. Trong khoảng thời gian từ 1960-1967, Peter Meyer đã ghi được 119 bàn thắng sau 174 trận. 

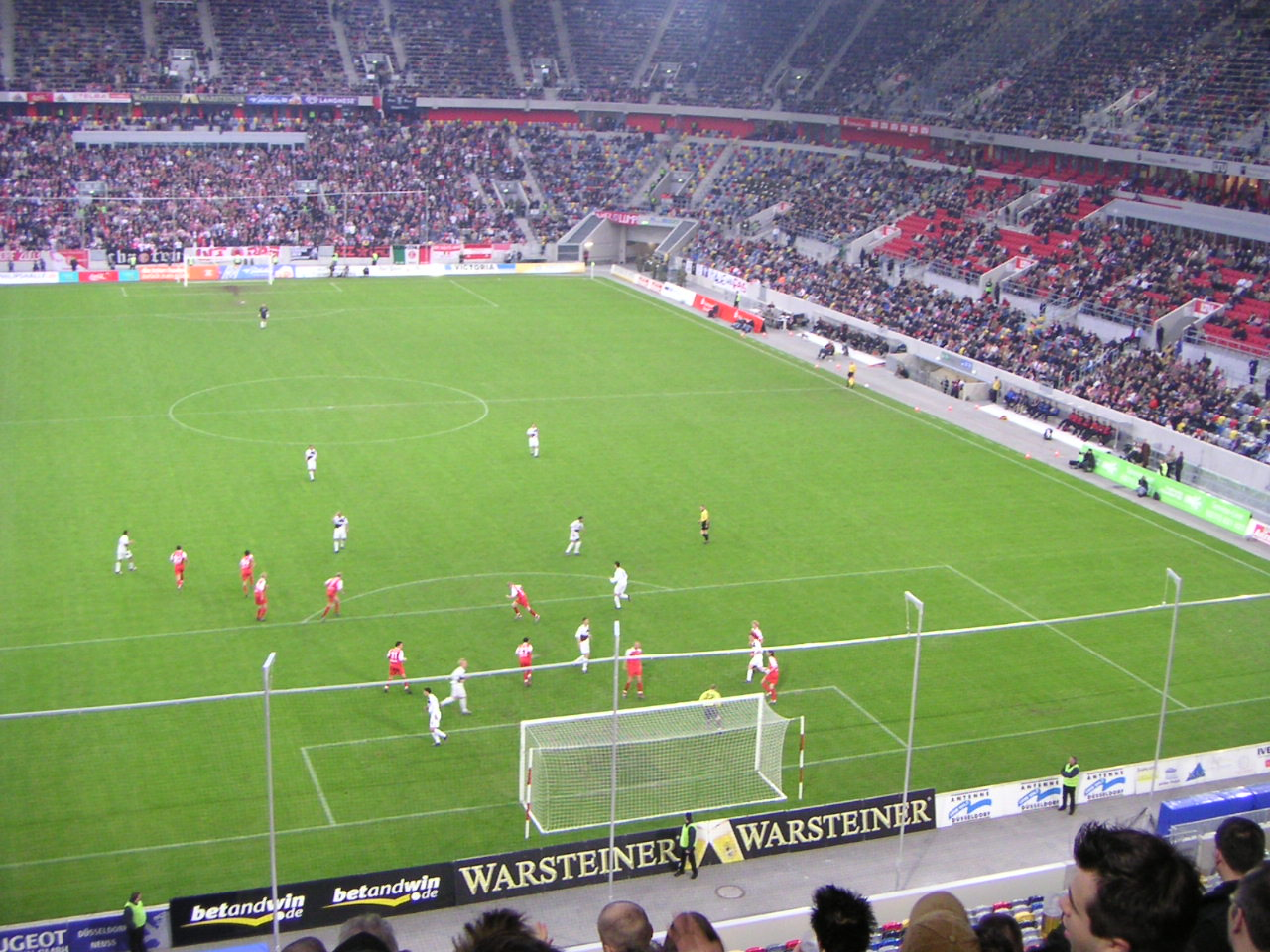
Sân Merkel Spiel-Arena ở Düsseldorf. Sân nhà của đội bóng

Kể từ khi xuống hạng vào năm 1987, đội bóng đã liên tục lên hạng và xuống hạng giữa các giải đấu. Đội bóng đã có 5 mùa giải chơi tại Bundesliga từ năm 1989-92 và 1995-97 sau đó trượt dốc không phanh xuống tận giải Oberliga Nordrhein(hạng 4 Đức) vào năm 2002-04. Vào năm 2001, đội bóng thoát khỏi cảnh xuống hạng đến giải hạng tư vì có 2 đội bóng khác đã bị từ chối bản quyền được chơi tại giải hạng 3 vì lý do kinh tế. Đội bóng vào thời gian này cũng gặp vấn đề về tài chính nhưng đã vượt qua được. Vào năm 2001-03, đội bóng được tài tử bởi nhóm nhạc rock Die Toten Hosen

### Những mùa giải gần đây
Vào mùa giải 2008-09. đội bóng tham dự giải 3.Liga vừa mới được thành lập và ngay lập tức về đích thứ 2, qua đó thăng hạng trực tiếp lên 2. Bundesliga và về đích thứ 4. Mùa giải 2009-10, đội bóng là đội duy nhất trong 3 hạng đấu cao nhất nước Đức không để thua bất cứ một trận nào trên sân nhà.
Sau một mùa giải 2009-10 đầy hứa hẹn, mùa giải sau đó, đội bóng bắt đầu khá tệ hại khi thua cả sáu trận đầu mùa và xếp bét bảng và chỉ ghi được 2 bàn thắng. Mặc dù có thành tích tệ hại vào đầu mùa như thế nhưng đội bóng đã trở lại và về đích thứ 7 vào cuối mùa. Mùa giải 2011-12 bắt đầu với đội bóng rất tốt khi ở giai đoạn lượt đi họ đã giành được thành tích bất bại(12 thắng, 5 hoà và 0 thua). Các CĐV của đội bóng đã bắt đầu hy vọng vào sự thăng hạng của đội bóng nhưng lượt về của mùa giải đối với đội bóng diễn ra rất khó khăn và đội bóng đã không thể giữ được vị trí của mình trên bảng xếp hạng khi thua 4 trận và hoà rất nhiều trận và tụt xuống thứ 3 khi mùa giải kết thúc và họ phải tham dự trận đấu play-off tranh suât lên hạng với đội đứng thứ 16 tại Bundesliga là Hertha Berlin. Trận đấu lượt đi với Hertha diễn ra vào ngày 10 tháng 5 năm 2012 tại Berlin và đội bóng đã thắng Hertha 2-1. 5 ngày sau đó họ đã hoà trận lượt về quyết định trên sân nhà, qua đó thăng hạng lên Bundesliga và đẩy Hertha xuống 2. Bundesliga. Các CĐV Hertha đã không kiềm chế được nỗi thất vọng nên đã ném pháo sáng xuống sân và các cầu thủ 1 phút trước khi trận đấu kết thúc, còn với các CĐV Fortuna thì chạy vào sân bóng để ăn mừng chức lên hạng.
Việc thăng hạng Bundesliga thể hiện một thành tích cá nhân phi thường cho đội trưởng Andreas Lambertz, khi anh trở thành cầu thủ đầu tiên trong lịch sử bóng đá Đức được thăng hạng ba lần với cùng một câu lạc bộ, từ Oberliga hạng tư sau đó đến Bundesliga. Còn đối với tiền đạo Sascha Rösler, thì nó đã đánh dấu lần thứ 4 anh lên hạng từ 2. Bundesliga lên Bundesliga
Đi kèm với sự thăng hạng gần đây, câu lạc bộ đã đạt được một kỷ lục mới trong lịch sử bóng đá Đức, trở thành câu lạc bộ Đức duy nhất bị rớt khỏi Bundesliga xuống giải hạng 4 (xuống hang từ 1997-2002) và lên hạng trở lại Bundesliga (lên hạng từ 2004-2012)
Đội bóng bắt đầu mùa giải 2012-13 tại Bundesliga rất tốt khi xếp thứ 5 sau 5 trận đầu tiên và nỗi lo xuống hạng dần không còn. Thế nhưng trận thắng 1-0 của đội bóng trước SpVgg Greuther Fürth vào ngày 16 tháng 2 lại trở thành trận thắng cuối cùng của đội bóng ở mùa giải. Sau đó đội bóng thua Hannover 96 0-3, trận thua này sau đó là trận thắng của Augsburg trước Fürth và trận thắng kì lạ và không may mắn của Hoffemheim trước Dortmund đã khiến cho Fortuna rơi xuống nhóm cầm đèn đỏ. Cuối mùa giải, đội bóng về đích thứ 17 và bị xuống hạng đến 2. Bundesliga.
Sự xuống hạng của Fortuna là kết quả cho một hành trình tồi tệ của đội bóng ở mùa giải này. Trong 8 trận đấu cuối cùng của đội bóng tại mùa giải này, họ không thể giành chiến thắng bất cứ một trận đấu nào mặc dù chỉ cần 1 chiến thắng là đủ để cho họ trụ hạng them một mùa tại Bundesliga. Thành tích tệ hại này cũng khiến cho huấn luyện viên trưởng Norbert Meier bị sa thải
Việc rơi xuống 2. Bundesliga đã khiến cho đội bóng thể hiện một bộ mặt rất bạc nhược. Trong 4 mùa giải từ 2013-2017 đội bóng luôn về đích ở giữa bảng xếp hạng và thường xuyên phải chiến đấu để trụ hạng và hiếm khi thách thức các đội bóng khác cho một suất lên chơi Bundesliga. Ở trong 4 mùa giải này, đội bóng đã thay đổi rất nhiều huấn luyện viên trưởng, từ Oliver Reck, Frank Kramer, đến cựu cầu thủ Mike Buskens và một số người khác nữa nhưng thành công vẫn chưa đến với đội bóng.
Vào tháng 3 năm 2016, Friedmus Funkel đã đảm nhận vị trí huấn luyện viên của đội bóng. Trong trận đấu đầu tiên với tư cách huấn luyện viên, Funkel đã dẫn dắt câu lạc bộ giành chiến thắng 4-3 trước 1.FC Kaiserslautern, kết thúc chuỗi trận không thắng kéo dài một tháng. Khởi đầu của Funkel khi HLV đánh dấu sự khởi đầu của giai đoạn ổn định và thành công của đội bóng
Vào đầu mùa giải 2017-18, đội bóng bắt đầu rất mạnh mẽ bằng việc leo lên vị trí đầu tiên sau 4 trận đầu tiên với thành tích 3 thắng, 1 hoà. Và trong suốt mùa giải, đội bóng không để bị rơi khỏi vị trí thứ 3. Vào đầu tháng 4, đội bóng thua 3 trận liền nhưng sau đó thắng lại 2 trận liên tiếp, qua đó giúp đội bóng thăng hạng lên Bundesliga. Ở trận đấu cuối cùng của mùa giải, đội bóng đã đánh bại 1. FC Nürnberg với tỉ số 3-2, qua đó đoạt chức vô địch 2. Bundesliga. Còn với huấn luyện viên của đội bóng là Friedhelm Funkel, thành tích này đã giúp ông lập kỉ lục tại Đức khi đây là lần thứ 6 ông dẫn dắt một câu lạc bộ lên hạng. 
Đội bóng quay trở lại Bundesliga mùa giải 2018-19 với niềm hân hoan của người hâm mộ Düsseldorf. Lượt đi mùa giải của đội bóng được đánh giá là mạnh mẽ nhưng không ổn định. Đội bóng thường chơi rất tốt trước các đội dẫn đầu giải đấu bằng việc hoà trước RB Leipzig, đánh bại Hoffenheim và Dortmund và hoà trước nhà đương kim vô địch Bayern Munich khi gỡ hoà 3-3 ở phút 90+3. Thế nhưng, đọi bóng chơi rất thiếu ổn định và thường nhận những kết quả thất vọng trước các đội bóng xếp dưới khi thua Augsburg, Nürnberg và Mainz và hoà Stuttgart. Kết thúc lượt đi, đội bóng xếp ở vị trí thứ 14 và sau đó về đích chung cuộc ở vị trí thứ 10. Qua đó có thêm 1 năm chơi ở Bundesliga. 
Mùa giải 2019-20 bắt đầu với đội bóng bằng rất nhiều kì vọng của người hâm mộ rằng sẽ có thêm một mùa trụ hạng tại Bundesliga. Nhưng thành tích lại không tương xứng với kì vọng khi kết thúc lượt đi với vị trí thứ 16 với thành tích 4 thắng, 3 hoà và thua tới 10. Các cầu thủ và CĐV đã bắt đầu cảm thấy lo lắng cho đội bóng khi 2 trận đấu lượt về đầu tiên đều thua trước Bremen và Leverkusen. Thành tích này cùng với giai đoạn lượt đi đã đẩy đội bóng xuống bét bảng xếp hạng và huấn luyện viên Funkel bị sa thải và thay thế là ông Uwe Rösler nhưng thành tích vẫn không khả quan hơn khi 6 trận đầu tiên ông dẫn dắt, đội bóng chỉ thắng 1 trận trước Freiburg với tỉ số 2-0, còn lại là 4 trận hoà và 1 trận thua đậm trước Borussia Mönchengladbach với tỉ số 1-4 trên sân nhà. Thành tích này giúp đội bóng lên thứ 16, vị trí phải đá play-off tranh suất trụ hạng vào cuối mùa. Còn ở DFB-Pokal, đội bóng đã tiến vào tứ kết khi thắng Villingen, Erzgebirge Aue, 1. FC Kaiserslautern nhưng thất bại và bị loại trước đội đang thi đấu tại giải hạng 4 Đức là Saarbrücken sau loạt đá luân lưu.

## Đội hình

### Đội hình hiện tại
Tính đến 1 tháng 2 năm 2020
| No. |               | vị trí | Cầu thủ                                    |
| --- | ------------- | ------ | ------------------------------------------ |
| 1   | Germany       | GK     | Michael Rensing                            |
| 3   | Germany       | DF     | André Hoffmann                             |
| 4   | Ghana         | DF     | Kasim Nuhu (mượn từ 1899 Hoffenheim)       |
| 5   | Turkey        | DF     | Kaan Ayhan                                 |
| 6   | United States | MF     | Alfredo Morales                            |
| 7   | Germany       | MF     | Oliver Fink (đội trưởng)                   |
| 8   | Germany       | MF     | Aymen Barkok (mượn từ Eintracht Frankfurt) |
| 9   | Poland        | FW     | Dawid Kownacki                             |
| 10  | Kosovo        | MF     | Valon Berisha (mượn từ from Lazio)         |
| 11  | Turkey        | MF     | Kenan Karaman                              |
| 13  | Poland        | DF     | Adam Bodzek (đội trưởng thứ 3)             |
| 14  | Ghana         | MF     | Kelvin Ofori                               |
| 15  | Germany       | MF     | Erik Thommy (mượn từ VfB Stuttgart)        |
| 18  | Germany       | MF     | Thomas Pledl                               |
| 19  | Denmark       | DF     | Mathias Jørgensen (mượn từ Fenerbahçe)     |
| 20  | Germany       | FW     | Steven Skrzybski (mượn từ Schalke 04)      |

| No. |               | vị trí | Cầu thủ                                |
| --- | ------------- | ------ | -------------------------------------- |
| 22  | Austria       | MF     | Kevin Stöger                           |
| 23  | Germany       | DF     | Niko Gießelmann                        |
| 24  | United States | GK     | Zack Steffen (mượn từ Manchester City) |
| 25  | Germany       | DF     | Matthias Zimmermann                    |
| 26  | Germany       | DF     | Diego Contento                         |
| 27  | Ghana         | FW     | Opoku Ampomah                          |
| 28  | Germany       | FW     | Rouwen Hennings (đội phó)              |
| 29  | Austria       | DF     | Markus Suttner                         |
| 30  | Germany       | GK     | Raphael Wolf                           |
| 31  | Germany       | MF     | Marcel Sobottka                        |
| 32  | Germany       | DF     | Robin Bormuth                          |
| 33  | Germany       | GK     | Florian Kastenmeier                    |
| 37  | Ghana         | FW     | Bernard Tekpetey (mượn từ Schalke 04)  |
| 38  | Germany       | GK     | Tim Wiesner                            |
| 39  | Germany       | DF     | Jean Zimmer                            |
| 40  | Germany       | DF     | Johannes Bühler                        |

### Ra khỏi đội hình
| No. |         | Vị trí | Cầu thủ         |
| --- | ------- | ------ | --------------- |
| 12  | Germany | GK     | Jannick Theißen |
| —   | Germany | DF     | Georgios Siadas |

### Cho mượn
| No. |         | Vị trí | Cầu thủ                                        |
| --- | ------- | ------ | ---------------------------------------------- |
| —   | Croatia | MF     | Davor Lovren (tại Slaven Belupo đến 30/6/2020) |
| —   | Germany | DF     | Gökhan Gül (tại Wehen Wiesbaden đến 30/6/2020) |

| No. |         | Vị trí | Cầu thủ                                          |
| --- | ------- | ------ | ------------------------------------------------ |
| —   | Germany | FW     | Emmanuel Iyoha (tại Holstein Kiel đến 30/6/2020) |

## Thành tích
Chức vô địch
- Vô địch Đức
  - Vô địch: 1933
  - Á quân: 1936
- 2. Bundesliga (II) 
  - Vô địch: 1988-89, 2017-18
- Regionalliga West (II) 
  - Vô địch: 1965
- Oberliga Nordrhein (III) 
  - Vô địch: 1993

Cúp Đức
- DFB-Pokal
  - Vô địch: 1978 Từ 79, 1979 -80
  - Á quân:1937, 1956-1957, 1957-1958, 1961-1962, 1977-1978

Quốc tế
- European Cup Winners' Cup
  - Á quân: 1978 -79
- Giải vô địch Tây Đức
- Vô địch: 1931 
  - Á quân: 1933
- Gauliga Niederrhein / Berg-Mark (I) 
  - Vô địch: 1926–27, 1928–29, 1930–31, 1932–33, 1935–36, 1936–37, 1937–38, 1938–39, 1939–40, 1946–47
- Cúp Tây Đức
  - Vô địch: 1955–56, 1956–57, 1957–58, 1961–62, 1970–71 (II)

## Lịch sử đội bóng
- 1913–1914 C-Klasse (hạng 3) - vô địch 1914
- 1914–1918 B-Klasse (hạng 2) - vô địch 1915, 1916, 1917, 1918
- 1918–1919 A-Klasse (hạng 1)
- 1919–1920 A-Klasse (hạng 2) – vô địch: 1920
- 1920–1921 Gauliga Berg Mark (hạng 1)
- 1921–1922 A-Klasse (hạng 2)
- 1922–1933 Gauliga Berg Mark (hạng 1) –vô địch : 1927, 1929,1931,1933
- 1933–1942 Gauliga Niederrhein (hạng 1) vô địch: 1943
- 1942–1943 Bezirksklasse (hạng 1) – vô địch: 1943
  - 1943–1944 Gauliga Niederrhein (hạng 1)
  - 1944–1946 không có giải đấu (thế chiến thứ II)
  - 1946–1947 Bezirksliga Berg Mark (hạng 1) – Champions: 1947
  - 1947–1949 Oberliga West (hạng 1)
  - 1949–1950 2. Liga West (hạng 2)
  - 1950–1960 Oberliga West (hạng 1)
  - 1960–1961 2. Liga West (hạng 2)
  - 1961–1963 Oberliga West (hạng 1)
  - 1963–1966 Regionalliga West (hạng 2) – Vô địch: 1966
  - 1966–1967 Bundesliga (hạng 1)
  - 1967–1971 Regionalliga West (hạng 2)
  - 1971–1987 Bundesliga (hạng 1)
  - 1987–1989 2. Bundesliga (hạng 1) – vô địch: 1989
  - 1989–1992 Bundesliga (hạng 1)
  - 1992–1993 2. Bundesliga (hạng 2
  - 1993–1994 Oberliga Nordrhein (hạng 3) – vô địch: 1994
  - 1994–1995 2. Bundesliga (hạng 2)
  - 1995–1997 Bundesliga (hạng 2)
  - 1997–1999 2. Bundesliga (hạng 2)
  - 1999–2000 Regionalliga West/Südwest (hạng 3)
  - 2000–2002 Regionalliga Nord (hạng 3)
  - 2002–2004 Oberliga Nordrhein (hạng 4)
  - 2004–2008 Regionalliga Nord (hạng 3)
  - 2008–2009 3. Liga (hạng 3)
  - 2009–2012 2. Bundesliga (hạng 2)
  - 2012–2013 Bundesliga (hạng 1)
  - 2013–2018 2. Bundesliga (hạng 1) – vô địch: 2018
  - 2018–hiện tại Bundesliga (hạng 1)

### Những mùa giải gần đây
| mùa     | giải               | hạng đâu | vị trí cuối cùng | DFB-Pokal                | khán giả trung bình | Chân sút hàng đầu                |
| ------- | ------------------ | -------- | ---------------- | ------------------------ | ------------------- | -------------------------------- |
| 2001–02 | Regionalliga Nord  | 3        | 17th             | không vượt qua vòng loại | 5,719               | Frank Mayer (7)                  |
| 2002–03 | Oberliga Nordrhein | 4        | 8th              | không vượt qua vòng loại | 3,750               | Frank Mayer (18)                 |
| 2003–04 | Oberliga Nordrhein | 4        | 2nd              | không vượt qua vòng loại | 5,500               | Frank Mayer (9)                  |
| 2004–05 | Regionalliga Nord  | 3        | 8th              | vòng 1                   | 8,611               | Frank Mayer (9)                  |
| 2005–06 | Regionalliga Nord  | 3        | 5th              | không vượt qua vòng loại | 7,387               | Marcus Feinbier (15)             |
| 2006–07 | Regionalliga Nord  | 3        | 10th             | không vượt qua vòng loại | 10,603              | Marcus Feinbier (9)              |
| 2007–08 | Regionalliga Nord  | 3        | 3rd              | không vượt qua vòng loại | 12,682              | Axel Lawaree (15)                |
| 2008–09 | 3. Liga            | 3        | 2nd              | không vượt qua vòng loại | 14,875              | Marco Christ (11)                |
| 2009–10 | 2. Bundesliga      | 2        | 4th              | vòng 1                   | 28,007              | Martin Harnik (13)               |
| 2010–11 | 2. Bundesliga      | 2        | 7th              | vòng 1                   | 21,051              | Jens Langeneke (8)               |
| 2011–12 | 2. Bundesliga      | 2        | 3rd              | vòng 16 đội              | 31,900              | Sascha Rösler (13)               |
| 2012–13 | Bundesliga         | 1        | 17th             | vòng 16 đội              | 45,991              | Dani Schahin (8)                 |
| 2013–14 | 2. Bundesliga      | 2        | 6th              | vòng 1                   | 33,982              | Charlison Benschop (12)          |
| 2014–15 | 2. Bundesliga      | 2        | 10th             | vòng 1                   | 29,944              | Charlison Benschop (13)          |
| 2015–16 | 2. Bundesliga      | 2        | 14th             | vòng 2                   | 25,897              | Kerem Demirbay (10)              |
| 2016–17 | 2. Bundesliga      | 2        | 11th             | vòng 2                   | 25,978              | Rouwen Hennings (9)              |
| 2017–18 | 2. Bundesliga      | 2        | 1st              | vòng 2                   | 28,913              | Rouwen Hennings (13)             |
| 2018–19 | Bundesliga         | 1        | 10th             | vòng 16 đội              | 43,928              | Benito Raman Dodi Lukebakio (10) |

## Sân nhà
- Lichtplatz (1908-19)
- Vennhauser Straße (1919-30)
- Paul-Janes-Stadion (1930–53, 1970–72, 1975–76 (Evasive), 2002–05, 2005–07 (Evasive))
- Rheinstadion (1953–70, 1972–2002)
- Merkur Spiel-Arena (2005- hiện tại)

## Rheinland Derby
Đối thủ truyền kiếp của Fortuna là 1. FC Köln, bắt nguồn từ sự gần gũi về địa lý của Düsseldorf và Cologne cũng như sự cạnh tranh lịch sử giữa hai thành phố. Tuy nhiên, trong những mùa giải gần đây, các câu lạc bộ hiếm khi chơi trong cùng giải đấu khiến những cuộc chạm trán trực tiếp ngày càng hiếm. Mùa giải 2013–14 đánh dấu lần cuối cùng hai câu lạc bộ gặp nhau trong các trận đấu cạnh tranh khi cả hai chơi ở Giải hạng hai. Mùa giải 2018-19, Fortuna đã được thăng hạng lên Bundesliga nhưng 1. FC Köln bị xuống 2. Bundesliga nên trận derby này không xảy ra. nhưng sau đó 1. FC Köln lên hạng trở lại vào mùa 2019-20 và sẽ có 2 trận derby diễn ra. Trận lượt đi Fortuna đã thắng Köln 2-0 trên sân nhà bằng hai bàn thắng của Rouwen Hennings và Erik Thommy, trận lượt về dự kiến đá vào ngày 21 tháng 3 năm 2020 trên sân RheinEnergieStadion của 1. FC Köln nhưng đã bị hoãn vì đại dịch COVID-19 tại Đức. 